# WJ-700
WJ-700无人机是中华人民共和国研制中的高空高速长航时察打一体无人机。

## 介绍
WJ-700是由中国航天科工集团三院海鹰航空通用装备有限公司牵头研制的一款高空高速长航时察打一体无人机，其具备广域侦察监视作战能力，能够执行防区外对地攻击、反舰、反辐射等精确打击任务，可在高威胁战场环境下执行多样化作战任务。
WJ-700采用喷气式发动机，使其较采用涡桨发动机的无人机飞行速度更快，具备高亚音速能力，其飞行速度可达每小时500甚至800公里；该无人机升限达到1万多米，可执行高空侦察监视以及打击任务。
WJ-700最大航时為20小时，最大起飞重量為3500KG。

## 研发历程
2018年，WJ-700首次亮相珠海航展。
2021年1月11日，WJ-700完成首飞试验。
2022年11月，WJ-700无人机系统模型于第十四届中国航展上再度亮相。

## 图集

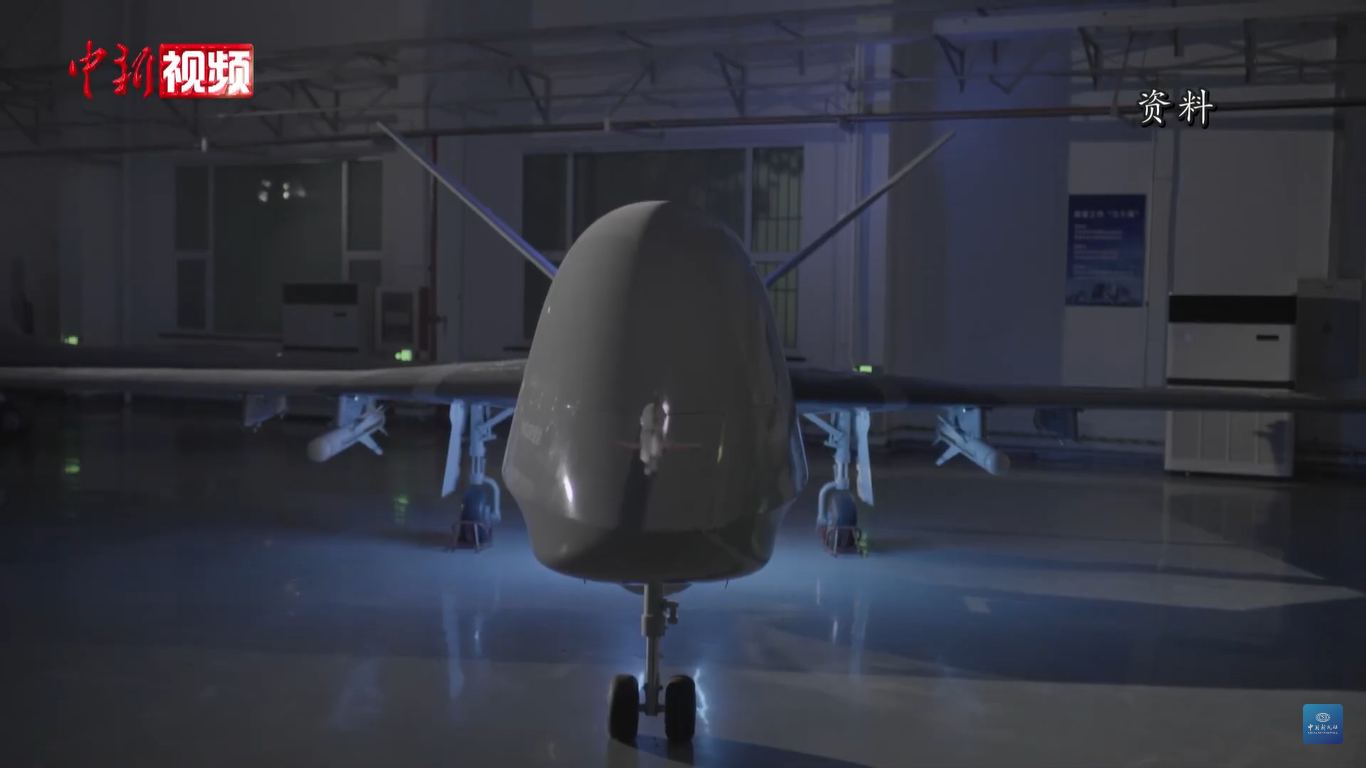
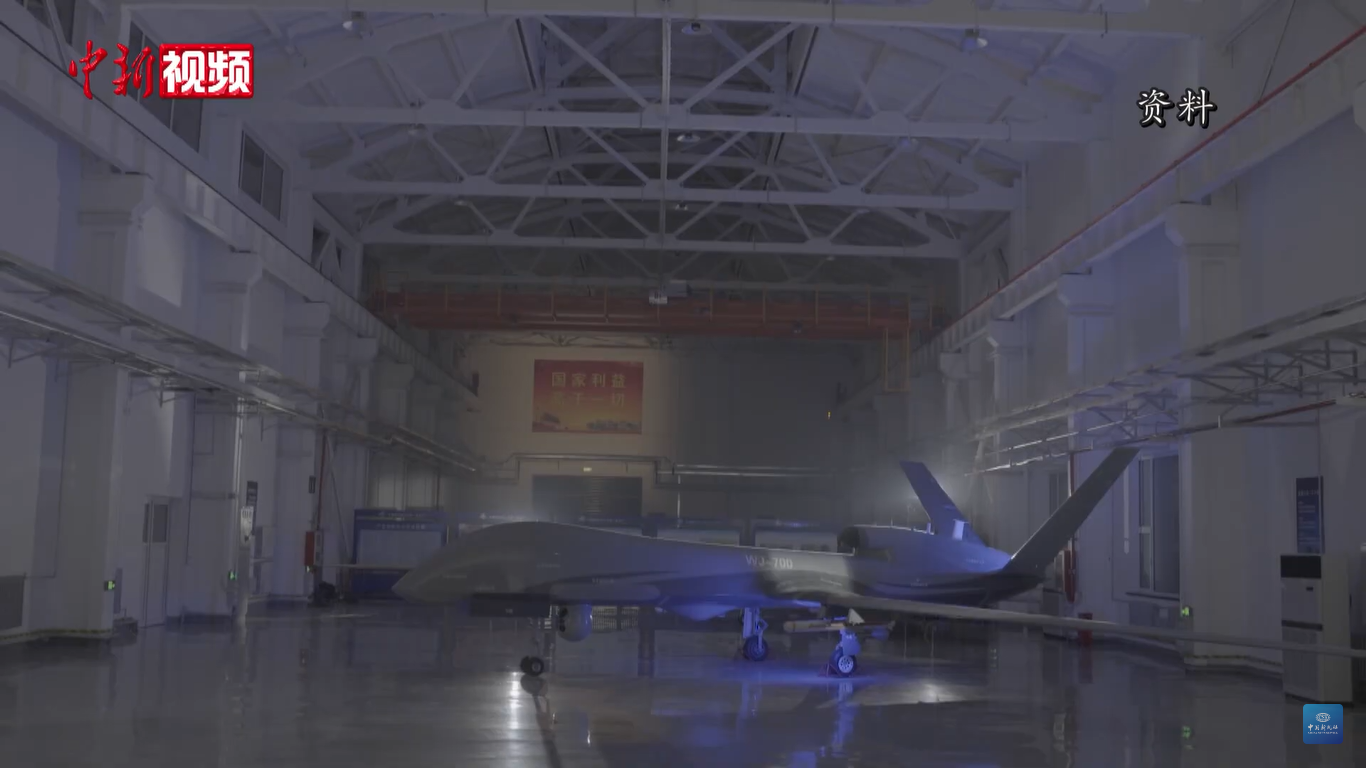
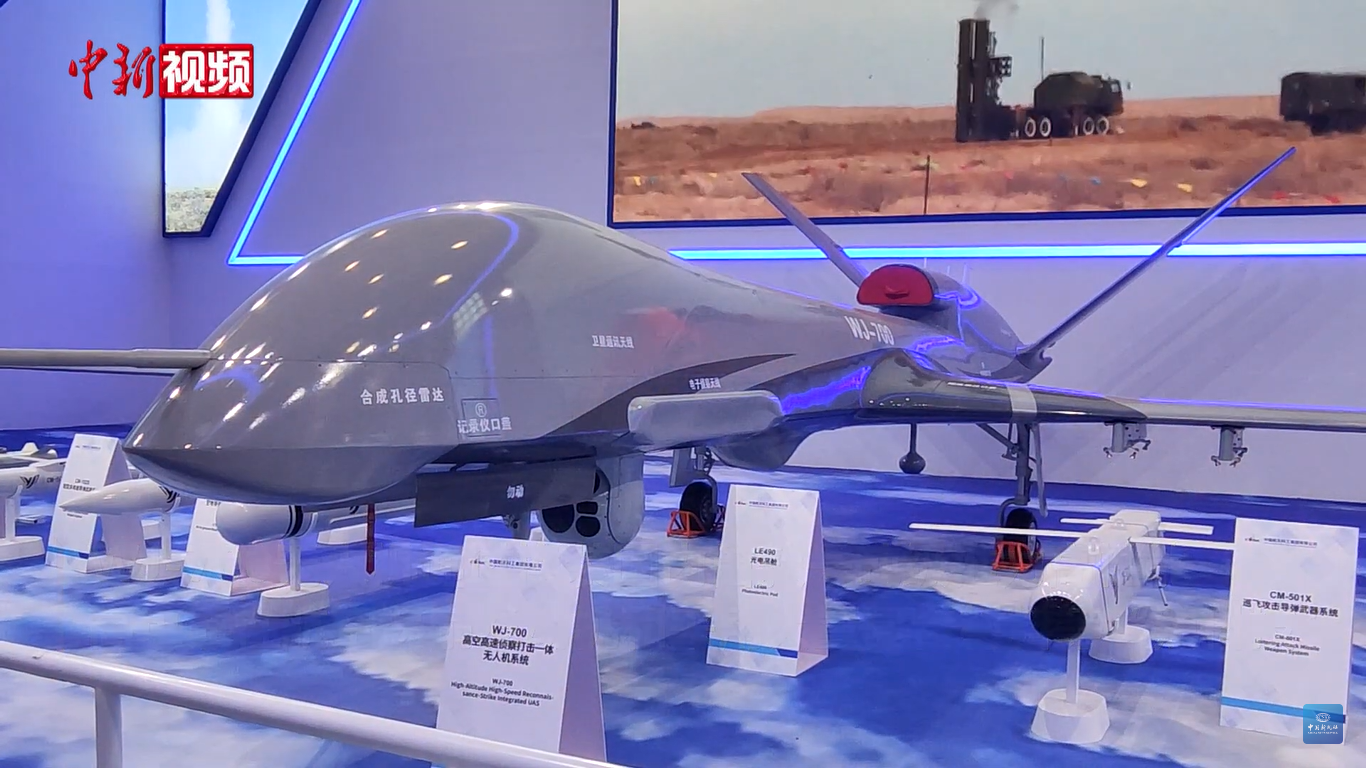
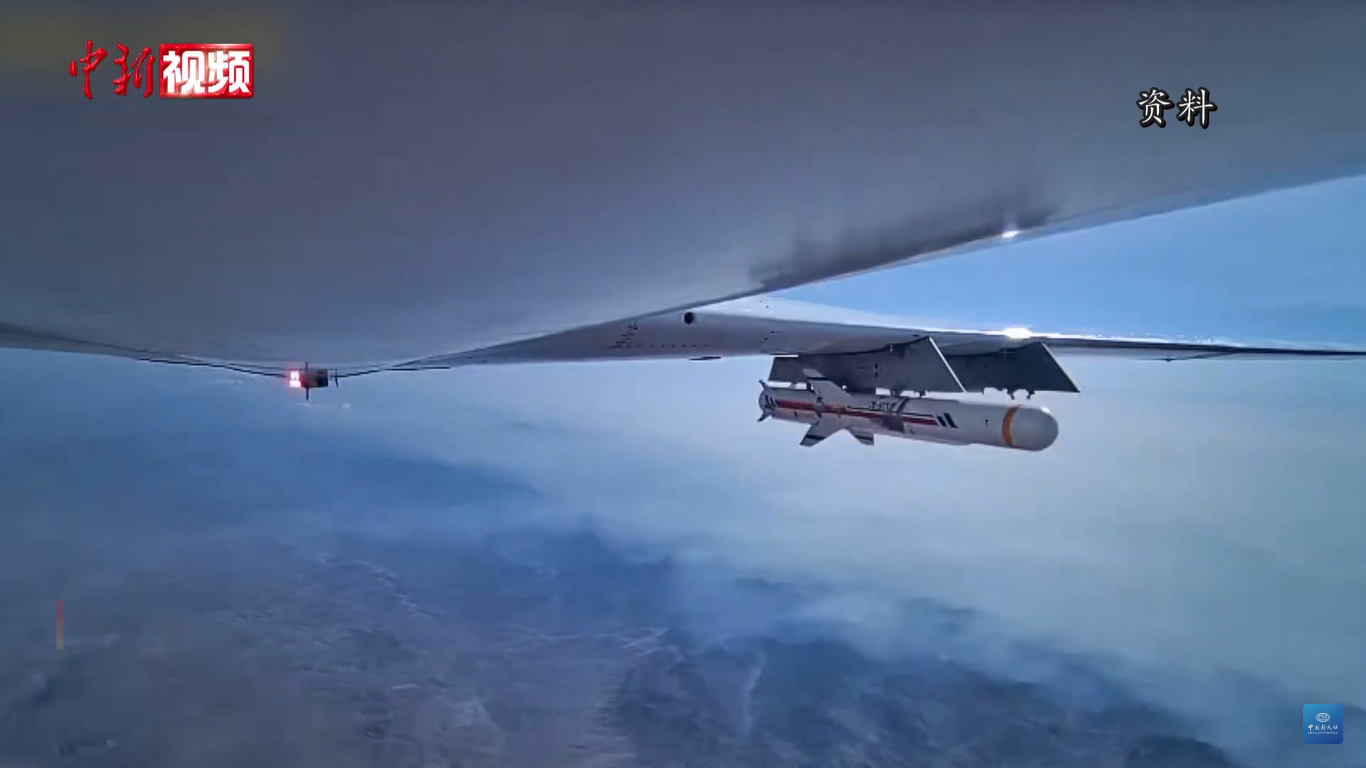

## 使用國
- 阿尔及利亚